# Dichotomius fissiceps
Dichotomius fissiceps är en skalbaggsart som beskrevs av Felsche 1901. Dichotomius fissiceps ingår i släktet Dichotomius och familjen bladhorningar. Inga underarter finns listade i Catalogue of Life.